# Гавдзинська Олена Альбінівна
Олена Альбінівна Гавдзинська (нар.. 27 травня 1954, Одеса, Українська РСР, СРСР) — український живописець, Заслужений художник України (2018), член Національної спілки художників України (НСХУ) (1985).

## Життєпис та творчість
Олена Гавдзинська народилася 1954 року в Одесі. Після закінчення середньої школи вона вступила до Одеського художнього училища імені М. Грекова. Педагогами з фаху у неї були художники Василь Соколов та Євген Єгоров. Починаючи з 1973 року (після закінчення в цьому році закладу освіти), неодноразово брала участь в обласних, республіканських, всесоюзних та закордонних мистецьких виставках. Відбулися персональні виставки художниці в Одесі та за кордоном. У 1984 році увійшла до складу Національної спілки художників України (НСХУ).
Олена Гавдзинська створює тематичні картини, портрети, пейзажі, а також натюрморти. Мистецтво художниці тяжіє до тем і образів, пов'язаних із життям сучасної молоді. Пейзажі її пензля відображають красу європейських міст. Її натюрморти насичені світлом та яскравою кольоровою палітрою. Більшість робіт Олени Гавдзинської зберігаються в Одеському державному літературному музеї.

## Основні твори
Персональні виставки
- 1977 — Одеса;
- 1991 — Балінґен (Німеччина);
- 1999 — Лондон (Велика Британія);
- 2002 — Одеса.

Картини
- 1976 — «Медсестра»;
- 1978 — «Весна», «Юність Григорівки»;
- 1980 — «Автопортрет із донькою»;
- 1985 — «А. Цисевич», «У небі Антарктики», «Академік Д. Долгушин», «Атака віку», «Знайди свій острів», «Вітер»;
- 1987 — «Пам'ять»
- 1998 — «Танок»;
- 1999 — «Таверський міст», «Кембридж»;
- 2000 — «Вестмінстерське абатство»;
- 2002 — «Стара хата», «Донька»
- 2003 — «На дачі»;
- 2004 — «А. Левицький», «Моряки».

## Нагороди та визнання
- Заслужений художник України (2018)

## Родина
Її батько — художник Альбін Гавдзинський (нар. 1923).